# Maximilian Stadler

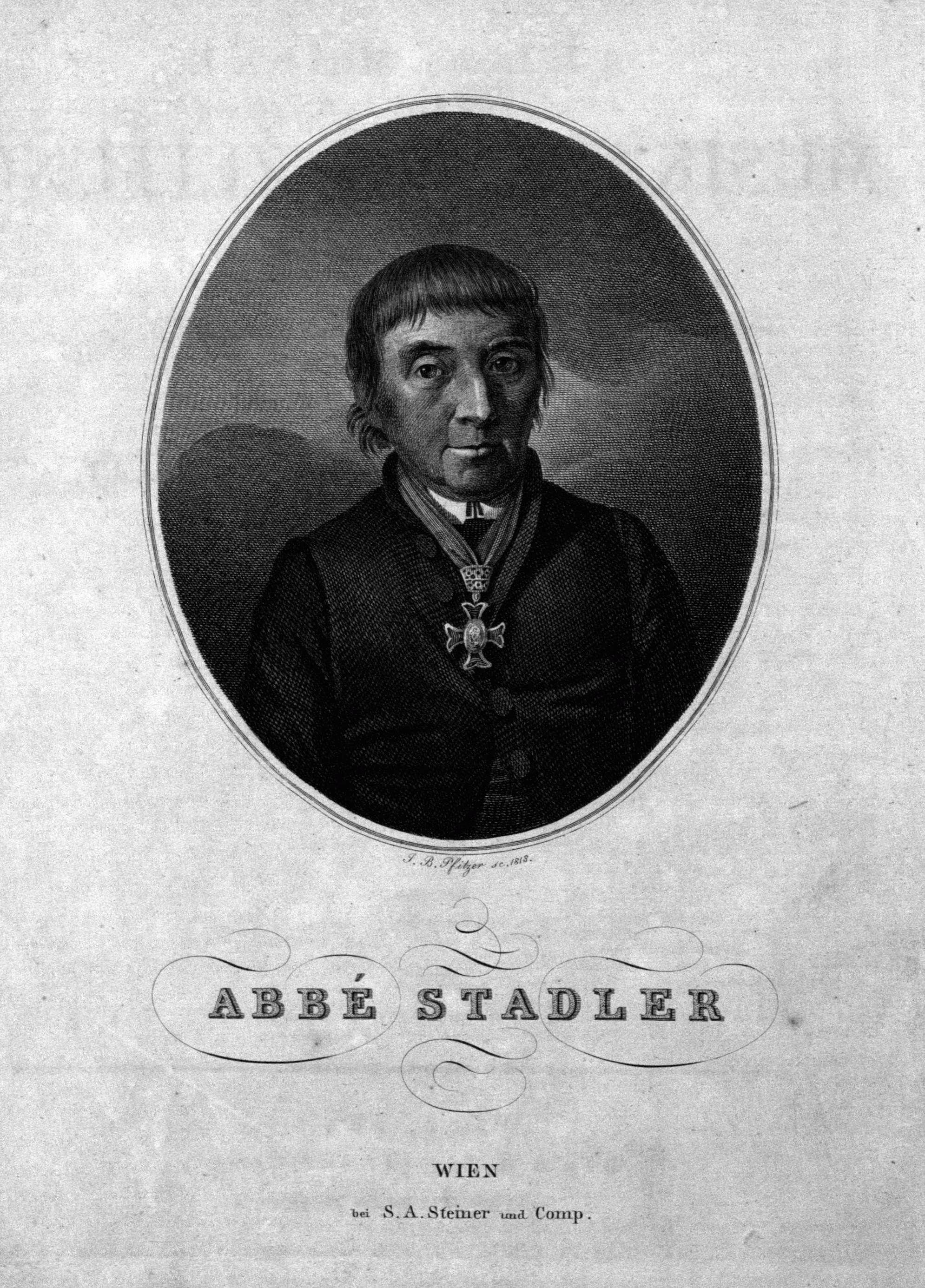
Abbé Stadler (J. B. Pfitzer, 1813)

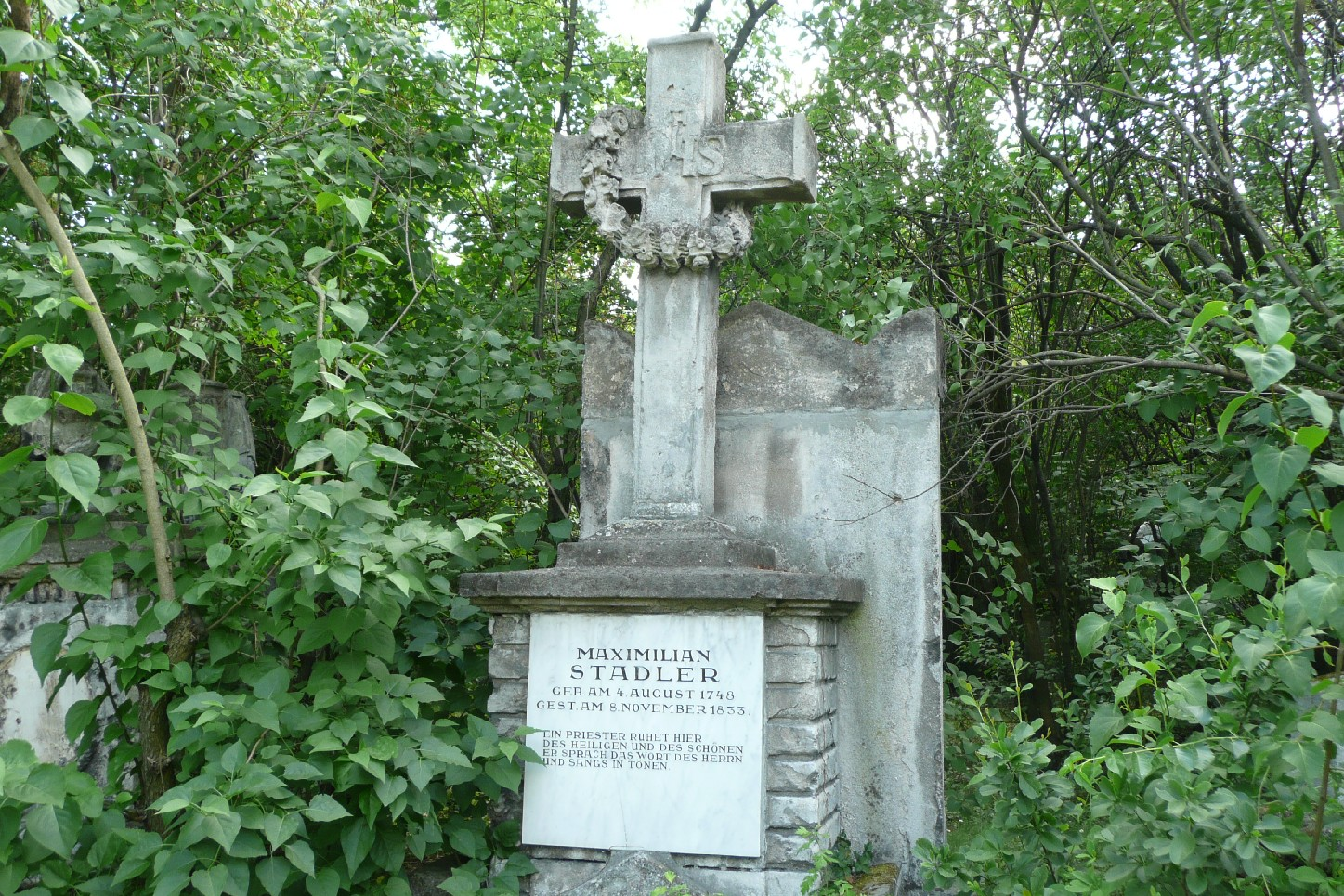
Stadlers Grabstätte auf dem Sankt Marxer Friedhof in Wien

Maximilian Johann Karl Dominik Stadler, später Abbé Stadler (* 4. August 1748 in Melk; † 8. November 1833 in Wien) war ein österreichischer Komponist, Musikhistoriker, Organist und Pianist.

## Biographie

### Kindheit
Am 4. August 1748 wurde Johannes Karl Dominik Stadler als zweites von neun Kindern des Bäckermeisters und Marktrichters (entspricht dem heutigen Bürgermeister) Karl Stadler und seiner Frau Eleonora geboren. Den Vornamen Maximilian sollte er erst bei seinem Eintritt ins Kloster erhalten. Das Geburtshaus ist noch heute erhalten und befindet sich am heutigen Rathausplatz 9 in Melk.
Erste musikalische Ausbildung erhielt er von dem am Benediktinerstift Melk angestellten Bassisten Johann Franz Leuthner. So kam es, dass er bereits als Kind in der Melker Pfarrkirche sang.
1758 wurde Stadler Schüler in Stift Lilienfeld, wo sein Onkel Zisterzienser war. Dort übte er anfangs Clavichord und Orgel allein, erhielt jedoch bald Unterricht. Auch seine ersten Kompositionen stammen aus der Lilienfelder Zeit: eine verschollene Sopranarie und ein ebenfalls heute verschollenes, damals jedoch öfters im Stift aufgeführtes Salve Regina.
Ab 1762 besuchte Stadler in Wien bei den Jesuiten die vierte bis sechste lateinische Schulstufe.
In Wien knüpfte er mit zahlreichen in Wien tätigen Musikern Kontakte, darunter Bonno, Gassmann, Reutter, Vanhal und J. Haydn.

### Im Kloster
Am 4. November 1766 trat er in das Stift Melk ein, wobei mit ihm noch vier weitere ehemalige Sängerknaben eintraten, darunter Marian Paradeiser und Ulrich Petrak. 1767 legte Stadler die Profess ab, 1772 empfing er die Priesterweihe. Nach dem Tod von Paradeiser übernahm Stadler 1775 den Lehrstuhl für Theologie in Melk. Als die Theologische Hochschule nach Wien verlegt wurde, erhielt Stadler 1783 das Amt des Kooperators in der Stiftspfarre Wullersdorf, blieb dort jedoch nur ein Jahr, da er 1784 zum Prior gewählt wurde. In diesem Amt folgte der als gemäßigt geltende Stadler dem strengen Pater Damian Rusko nach. Nach dem Tod des Abts Urban Hauer 1785 oblag Stadler die Administration des Stiftes. Um die Erlaubnis einer Abtwahl einzuholen, erhielt Stadler eine Audienz bei Kaiser Joseph II. Dieser verweigerte Stadler jedoch die Erlaubnis. Stattdessen beschloss der Kaiser, Stadler zum Kommendatarabt zu ernennen.

### In Lilienfeld und Kremsmünster
Im Juni 1786 trat Stadler seine Stelle als Kommendatarabt des Zisterzienserstifts Lilienfeld an. Das Kloster befand sich damals durch Misswirtschaft in finanziell prekärer Lage und wurde 1789 aufgelöst. Darauf beorderte der Kaiser Stadler in das Benediktinerstift Kremsmünster, um dort ebenfalls Kommendatarabt zu werden. Die Stiftschronik lässt kein gutes Haar an Stadler und warf ihm Lustreisen nach Linz und Wien vor, erwähnt jedoch auch, dass Stadler ein vortrefflicher Musiker war. Als Stadler jedoch die Sternwarte in Kremsmünster beließ, die Graf Rottenhahn nach Linz schaffen wollte, besserte sich sein Verhältnis zum Kloster schlagartig. Wenig bekannt sind Stadlers musikalische Tätigkeiten in Lilienfeld und Kremsmünster, belegt ist jedoch, dass er den Kremsmünster Benediktiner Placidus Fixlmillner (Violine) und Graf Rottenhan (Violoncello) am Klavier begleitet hat.

### In Linz, Wien und Böhmischkrut
Nach dem Tod Kaiser Joseph II. wurde der alte Abt wieder eingesetzt und Stadler begab sich nach Linz. Zum Abschied erhielt er von Georg Pasterwitz ein Heft mit Fugen.
Der Linzer Bischof ernannte Stadler zum Konsistorialrat. Stadler verbrachte viel Zeit mit dem Bischof, begleitete ihn auf Reisen nach Garsten und Mondsee. Auch nach Wien reiste Stadler und besuchte dort Wolfgang Amadeus Mozart. Nach mehreren erfolglosen Bewerbungen um Kanonikate und Pfarren zog Stadler 1796 nach Wien um. Dort widmete er sich ganz der Musik, komponierte weltliche Werke, besuchte häufig die kaiserliche Bibliothek und arrangierte unter anderem Opern von Mozart (Der Schauspieldirektor, Così fan tutte, Die Zauberflöte, Idomeneo), Gluck (Orfeo ed Euridice) und Cherubini (Médée, Lodoïska und Elisa) für Streichsextett.
1803 wird Stadler schließlich Pfarrer von Altlerchenfeld. Ein Jahr später wurde er säkularisiert (also von den drei monastischen Gelübden befreit und somit den Weltpriestern gleichgestellt); dies hatte vor allem finanzielle Gründe. Jedenfalls hatte es nichts mit einer Entfremdung von seinem Heimatkloster Melk zu tun, wofür einige autographe Kompositionen sprechen, die später, aber noch zu Lebzeiten Stadlers ins Stift Melk gelangten.
1809 bewarb sich Stadler um die Pfarre Böhmischkrut. 1810 wurde er dort als Pfarrer eingesetzt. Die Seelsorge in der großen Pfarre (mit drei Filialen) überforderte den 60-jährigen Priester jedoch. So reichte er 1815 seine Resignation ein und begab sich nach Wien.
Dort erholte er sich bald und konnte sich in seiner Pension nun ganz der Musik widmen. Etwa sammelte er Materialien zu einer österreichischen Musikgeschichte, die jedoch zu Lebzeiten nicht gedruckt wurden und nach seinem Tod bald in Vergessenheit gerieten. So kam es, dass diese erste Musikgeschichte Österreichs erst 1974 veröffentlicht wurde (siehe Literaturverzeichnis!). Während seiner letzten Lebensjahre feierte Stadler täglich die heilige Messe, promenierte mehrere Stunden im Freien und versäumte nie, musikalische Kreise zu besuchen.
Stadler starb am 8. November 1833 in seiner Wohnung in Wien und wurde einige Tage später wie Mozart auf dem Sankt Marxer Friedhof beigesetzt. Dort besteht sein Grab mit dem von Freiherr von Trattner gestifteten Grabmal und der Grabinschrift von Ignaz Franz Castelli bis heute.

## Würdigung
Stadler zählte zu den prominentesten Persönlichkeiten des Wiener Musiklebens an der Wende vom 18. zum 19. Jahrhundert; er war mit Wolfgang Amadeus Mozart, Joseph Haydn, Ludwig van Beethoven und Franz Schubert befreundet und verfasste zahlreiche Schriften über Mozart. Er tat sich vor allem im Streit um die Echtheit von Mozarts Requiem energisch hervor (1825: Verteidigung der Echtheit des Mozartschen Requiems). Auch an der Ordnung von Mozarts musikalischem Nachlass und am allerersten Mozart-Werkverzeichnis (als Anhang der Biographie von Georg Nikolaus Nissen erschienen) war er beteiligt. Ferner verkehrte er im sog. Vaterländischen Kreis rund um Moritz Joseph Johann von Dietrichstein und Ignaz Franz von Mosel sowie in mehreren musikalischen Zirkeln, etwa jenem von Nikolaus Joseph von Jacquin.
Stadler genoss einen hervorragenden Ruf als Musikgelehrter und Kontrapunktiker. Auch wenn er nicht direkt als Lehrer tätig war, so legten ihm doch zahlreiche junge Komponisten ihre Werke zur Begutachtung vor, darunter Simon Sechter und Franz Lachner.
1930 wurde die Stadlergasse in Wien-Hietzing nach ihm benannt.

## Werke (Auswahl)
- Oratorium: „Die Befreyung von Jerusalem“ (Wien, 1813)
- Kantaten
- Lieder und Chöre
- Kirchenmusik, darunter zwei Requien vier lateinische Messen, eine deutsche Messe sowie zahlreiche kleinere Werke.
- Werke für Tasteninstrumente
- Bearbeitungen von Opern für Streichsextett: „Cosi fan tutte“, „Idomeneo“, „Zauberflöte“ von Mozart, sowie Werke von Gluck und Cherubini.
- Theoretische und musikhistorische Schriften, darunter Die Vertheidigung der Echtheit des Mozart'schen Requiem (Wien, 1826)

Die meisten seiner Werke befinden sich in der Musiksammlung der Österreichischen Nationalbibliothek sowie im Archiv der Gesellschaft der Musikfreunde in Wien.